# Atenas Ocidental
Atenas Ocidental (em grego: Δυτικού Τομέα Αθηνών) é uma unidade regional da Grécia, localizada na região da Ática. É formada pela porção centro-oeste da região metropolitana da capital grega.

## Administração
Foi criada a partir da reforma administrativa instituída pelo Plano Calícrates de 2011, através de uma divisão da antiga prefeitura de Atenas. É subdividida em 7 municípios; são eles (numerados conforme o mapa):
- Agia Varvara (2)
- Agioi Anargyroi-Camatero (5)
- Egáleo (6)
- Chaidari (34)
- Ílion (18)
- Peristeri (30)
- Petrópolis (31)